# Purjasztaka
Purjasztaka (trl. puryaṣţaka „ośmiorakie miasto”) – ciało subtelne w hinduizmie, jedna z powłok istoty ludzkiej przedstawiane w upaniszadach jako miasto o ośmiu bramach. Klasyfikacja jego elementów składowych jest nieco odmienna u różnych autorów.

## Upaniszady
Agregat czterech ciał:
1. manas
2. buddhi
3. ahamkara
4. tanmatra – pięć subtelnych energii żywiołów

## Laghujogawasiszta
Krótka jogawasiszta
autorstwa Gaudy Abhinandy (X wiek n.e.), wymienia (6.5.5 i dalsze) następujące elementy ciała purjasztaki
- antahkarana – ja
- manas – umysł
- buddhi – intuicyjna świadomość, intelekt
- indrija – organy działania i narządy zmysłów

## Abhinawagupta
Iśwara-pratjabhidźńa-wimarśini agamadhikara Abhinawagupty podaje:
jedenastoelementową budowę tego ciała:
1. pięć dźńanendrija
2. pięć karmendrija
3. buddhi